# Pilotrichidium diatomophilum
Pilotrichidium diatomophilum là một loài Rêu trong họ Hookeriaceae. Loài này được (Müll. Hal.) Crosby mô tả khoa học đầu tiên năm 1970.